# Kosevo, Kărdjali
Kosevo (în bulgară Кьосево) este un sat în comuna Kărdjali, regiunea Kărdjali,  Bulgaria. 

## Demografie
Componența etnică a satului Kosevo
     Romi (14,89%)
     Turci (82,26%)
     Nicio identificare (2,83%)
     Altele (0%)
La recensământul din 2011, populația satului Kosevo era de 141 locuitori. Din punct de vedere etnic, majoritatea locuitorilor (82,26%) erau turci, cu o minoritate de romi (14,89%). Pentru 2,83% din locuitori nu este cunoscută apartenența etnică.